# Metropolitana leggera di Città del Messico
La metropolitana leggera di Città del Messico è una linea di tram che da servizio nella zona sud di Città del Messico. È amministrato dall'organismo pubblico decentralizzato del Servizio di Trasporti Elettrici del Distretto Federale.
Il servizio è formato da una linea di 13, 04 km. Il parco veicolare è formato da treni leggeri articolati rialzati. La linea conta con 16 stazioni e 2 terminal.

## Storia
La Metropolitana leggera di Città del Messico rappresenta l'ammodernamento del antico sistema tranviario di Città del Messico creato a metà del XIX secolo.